# Park Nam-yeol
Park Nam-yeol ((박남열?, 朴南烈?); 11 ottobre 1970) è un ex calciatore sudcoreano, di ruolo ala.

## Statistiche

### Cronologia presenze e reti in Nazionale
| Cronologia completa delle presenze e delle reti in nazionale ― Corea del Sud | Cronologia completa delle presenze e delle reti in nazionale ― Corea del Sud | Cronologia completa delle presenze e delle reti in nazionale ― Corea del Sud | Cronologia completa delle presenze e delle reti in nazionale ― Corea del Sud | Cronologia completa delle presenze e delle reti in nazionale ― Corea del Sud | Cronologia completa delle presenze e delle reti in nazionale ― Corea del Sud | Cronologia completa delle presenze e delle reti in nazionale ― Corea del Sud | Cronologia completa delle presenze e delle reti in nazionale ― Corea del Sud |
| Data                                                                         | Città                                                                        | In casa                                                                      | Risultato                                                                    | Ospiti                                                                       | Competizione                                                                 | Reti                                                                         | Note                                                                         |
| ---------------------------------------------------------------------------- | ---------------------------------------------------------------------------- | ---------------------------------------------------------------------------- | ---------------------------------------------------------------------------- | ---------------------------------------------------------------------------- | ---------------------------------------------------------------------------- | ---------------------------------------------------------------------------- | ---------------------------------------------------------------------------- |
| 9-3-1993                                                                     | Vancouver                                                                    | Canada                                                                       | 0 – 2                                                                        | Corea del Sud                                                                | Amichevole                                                                   | -                                                                            |                                                                              |
| 11-3-1993                                                                    | Victoria                                                                     | Canada                                                                       | 2 – 0                                                                        | Corea del Sud                                                                | Amichevole                                                                   | -                                                                            |                                                                              |
| 28-4-1993                                                                    | Ulsan                                                                        | Corea del Sud                                                                | 2 – 2                                                                        | Iraq                                                                         | Amichevole                                                                   | -                                                                            |                                                                              |
| 11-5-1993                                                                    | Beirut                                                                       | Libano                                                                       | 0 – 1                                                                        | Corea del Sud                                                                | Qual. Mondiali 1994                                                          | -                                                                            |                                                                              |
| 13-5-1993                                                                    | Beirut                                                                       | India                                                                        | 0 – 3                                                                        | Corea del Sud                                                                | Qual. Mondiali 1994                                                          | -                                                                            |                                                                              |
| 9-6-1993                                                                     | Seul                                                                         | Corea del Sud                                                                | 7 – 0                                                                        | India                                                                        | Qual. Mondiali 1994                                                          | -                                                                            | 56’                                                                          |
| 13-6-1993                                                                    | Seul                                                                         | Corea del Sud                                                                | 3 – 0                                                                        | Bahrein                                                                      | Qual. Mondiali 1994                                                          | 1                                                                            |                                                                              |
| 11-9-1994                                                                    | Gangneung                                                                    | Corea del Sud                                                                | 1 – 0                                                                        | Ucraina                                                                      | Amichevole                                                                   | -                                                                            |                                                                              |
| 1-10-1994                                                                    | Onomichi                                                                     | Corea del Sud                                                                | 11 – 0                                                                       | Nepal                                                                        | Giochi asiatici 1994                                                         | -                                                                            | 46’                                                                          |
| 7-10-1994                                                                    | Miyoshi                                                                      | Corea del Sud                                                                | 0 – 1                                                                        | Kuwait                                                                       | Giochi asiatici 1994                                                         | -                                                                            |                                                                              |
| 11-10-1994                                                                   | Hiroshima                                                                    | Giappone                                                                     | 2 – 3                                                                        | Corea del Sud                                                                | Giochi asiatici 1994                                                         | -                                                                            | 83’                                                                          |
| 23-3-1996                                                                    | Dubai                                                                        | Marocco                                                                      | 2 – 2                                                                        | Corea del Sud                                                                | 1996 Emirates Cup                                                            | -                                                                            | 46’ 86’                                                                      |
| 25-3-1996                                                                    | Dubai                                                                        | Corea del Sud                                                                | 1 – 1                                                                        | Egitto                                                                       | 1996 Emirates Cup                                                            | -                                                                            | 61’                                                                          |
| 25-9-1996                                                                    | Seul                                                                         | Corea del Sud                                                                | 3 – 1                                                                        | Cina                                                                         | Korea-China Annual Match                                                     | -                                                                            | 52’ 72’                                                                      |
| 23-11-1996                                                                   | Suwon                                                                        | Corea del Sud                                                                | 4 – 1                                                                        | Colombia                                                                     | Amichevole                                                                   | -                                                                            | 68’                                                                          |
| 4-12-1996                                                                    | Abu Dhabi                                                                    | Emirati Arabi Uniti                                                          | 1 – 1                                                                        | Corea del Sud                                                                | Coppa d'Asia 1996 - 1º turno                                                 | -                                                                            | 70’                                                                          |
| 1-3-1998                                                                     | Yokohama                                                                     | Giappone                                                                     | 2 – 1                                                                        | Corea del Sud                                                                | Coppa Dinastia 1998                                                          | -                                                                            | 78’                                                                          |
| 15-4-1998                                                                    | Bratislava                                                                   | Slovacchia                                                                   | 0 – 0                                                                        | Corea del Sud                                                                | Amichevole                                                                   | -                                                                            | 68’                                                                          |
| 18-4-1998                                                                    | Skopje                                                                       | Macedonia del Nord                                                           | 2 – 2                                                                        | Corea del Sud                                                                | Amichevole                                                                   | -                                                                            | 81’                                                                          |
| Totale                                                                       |                                                                              | Presenze                                                                     | 19                                                                           |                                                                              | Reti                                                                         | 1                                                                            |                                                                              |